# Psychotherapeut
Een psychotherapeut is een behandelaar die mensen die geestelijk lijden of ernstige psychosociale problematiek hebben helpt. Psychotherapie probeert zo hun persoonlijke situatie te verbeteren. 
In Nederland is psychotherapeut een beschermde titel. Voorwaarde voor toelating is een vierjarige specialistische beroepsopleiding, die alleen gevolgd kan worden door studenten die eerst een erkend masterdiploma psychologie hebben behaald. Erkende psychotherapeuten staan ingeschreven in het door de overheid beheerde BIG-register, onderdeel van het Agentschap Centraal Informatiepunt Beroepen Gezondheidszorg. Zij zijn bevoegd om mensen met psychische problemen te behandelen. De titel psychotherapeut is een wettelijk beschermde titel om patiënten met ernstige psychosociale problemen te behoeden voor kwakzalvers. Misbruik van deze beroepstitel is strafbaar in Nederland.
In Vlaanderen is er ondanks verschillende wetsvoorstellen in die richting nog steeds geen enkele wettelijke erkenning voor het beroep van psychotherapeut.

## Opleiding
In Nederland worden tot de opleiding tot psychotherapeut toegelaten degenen die artsexamen hebben gedaan, doctoraalexamen psychologie, pedagogische wetenschappen of gezondheidswetenschappen met als afstudeerrichting geestelijke gezondheidskunde. Deze opleiding duurt ongeveer vier jaar en omvat minimaal 400 uur theorie en 3600 uur praktijkervaring waarvan 150 uur supervisie; daarnaast zijn psychotherapeuten in opleiding verplicht om zelf leertherapie te ondergaan als onderdeel van hun opleiding. Na de opleiding moet een psychotherapeut regelmatig cursussen volgen om zijn registratie te blijven behouden.

## Andere beroepsgroepen in de Nederlandse GGZ
Het beroep psychotherapeut onderscheidt zich van de andere beroepen in de psychologische hulpverlening: de gz-psycholoog, en de cognitief gedragstherapeut VGCt. Een klinisch psycholoog is gz-psycholoog-specialist die diagnostische werkzaamheden mag verrichten en ook bevoegd psychotherapeut is. 'Psychotherapeut' is een beschermde titel. Daarnaast bestaan er nog enkele niet-academische vormen van psychologische hulpverlening, in de vorm van sociaal-psychiatrisch verpleegkundigen (SPV), de maatschappelijk werker (MW) en de cognitief gedragstherapeutisch werker VGCt. 
Een psychiater is een medisch specialist die psychotherapie kan beoefenen, maar ook medicijnen mag voorschrijven. Dat mogen de psychotherapeuten die geen arts zijn niet.

## Bekende psychotherapeuten
- Aaron Beck
- Anna Enquist, pseudoniem van Christa Widlund-Broer
- Iván Böszörményi-Nagy
- Else-Marie van den Eerenbeemt
- Albert Ellis
- Jan Foudraine
- Sigmund Freud
- Stephen Gilligan
- Carl Jung
- Fritz Perls
- Carl Rogers
- Jean-Jacques Suurmond
- Irvin D. Yalom